# Botrychium lanuginosum
Botrychium lanuginosum är en låsbräkenväxtart som beskrevs av Nathaniel Wallich, William Jackson Hooker och Grev. Botrychium lanuginosum ingår i släktet låsbräknar, och familjen låsbräkenväxter. Inga underarter finns listade i Catalogue of Life.